# Polyommatina
Polyommatina es una subtribu de lepidópteros ditrisios perteneciente a la familia Lycaenidae. Tiene una distribución mundial.

## Géneros
Se reconocen los siguientes géneros:
- Afarsia
- Agriades
- Agrodiaetus
- Alpherakya
- Aricia
- Chilades
- Cyaniris
- Cyclargus
- Echinargus
- Eldoradina
- Eumedonia
- Freyeria
- Glabroculus
- Grumiana
- Hemiargus
- Icaricia
- Itylos
- Kretania
- Luthrodes
- Lysandra
- Maurus
- Nabokovia
- Neolysandra
- Pamiria
- Paralycaeides
- Patricius
- Polyommatus
- Plebejidea
- Plebejus
- Plebulina
- Pseudochrysops
- Pseudolucia
- Rimisia
- Rueckbeilia